# Hubert Cordiez
Hubert Cordiez (ur. 5 grudnia 1954 w Saint-Ghislain) – belgijski piłkarz występujący na pozycji napastnika.
Wraz z zespołem KAA Gent zdobył Puchar Belgii w sezonie 1983/1984.
W reprezentacji Belgii wystąpił jeden raz, 21 grudnia 1977 w przegranym 0:1 towarzyskim meczu z Włochami.